# Machimus meridionalis
Machimus meridionalis là một loài ruồi trong họ Asilidae. Machimus meridionalis được Efflatoun miêu tả năm 1934. Loài này phân bố ở vùng Cổ Bắc giới.